# Une nuit à Casablanca
Pour plus de détails, voir Fiche technique et Distribution.
Une nuit à Casablanca (A Night in Casablanca) est un film américain réalisé par Archie Mayo sorti en 1946.

## Synopsis
Le directeur d'un fameux hôtel de Casablanca est assassiné, c'est déjà le troisième directeur assassiné en peu de temps. Ronald  Kornblow arrive pour le remplacer. 
Les Marx vont affronter alors des espions nazis.

## Fiche technique
- Titre original : Une nuit à Casablanca
- Titre original : A Night in Casablanca
- Réalisation : Archie Mayo
- Scénario : Joseph Fields, Roland Kibbee et Frank Tashlin (non crédité)
- Photographie : James Van Trees
- Montage : Gregg C. Tallas
- Musique : Werner Janssen
- Décors : Duncan Cramer (en)
- Décorateur de plateau : Edward G. Boyle
- Production : David L. Loew
- Société de production : Loma Vista Productions
- Distribution : United Artists
- Pays de production :  États-Unis
- Genre : Comédie
- Format : Noir et blanc - Son : Mono (Western Electric Recording)
- Durée : 85 minutes
- Dates de sortie : 
  - États-Unis : 16 mai 1946 (première à Chicago), 10 août 1946 (New York)
  - France : 9 avril 1947

## Distribution

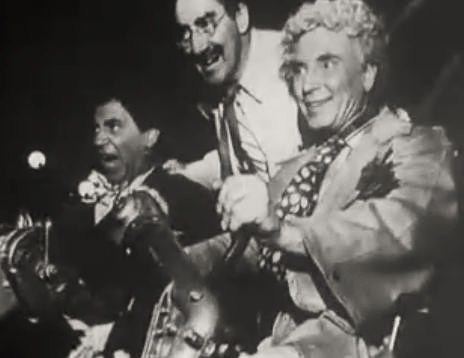
Chico, Groucho et Harpo Marx dans une scène du film.

- Groucho Marx (VF : Léonce Corne): Ronald Kornblow
- Harpo Marx : Rusty
- Chico Marx (VF : Fred Pasquali): Corbaccio
- Charles Drake : Lieutenant Pierre Delmar
- Lois Collier : Annette
- Sig Ruman : Comte Pfferman / Heinrich Stubel
- Lisette Verea (VF : Lita Recio): Beatrice Rheiner
- Lewis L. Russell : Gouverneur Galoux
- Dan Seymour : Préfet de Police Brizzard
- Frederick Giermann : Kurt
- Harro Mellor : Emile
- David Hoffman : un espion
- Paul Harvey : M. Smythe
- Larry Steers : un patron de restaurant